# Iōannīs Zigdīs
Ioannis Zigdis, in greco Ιωάννης Ζίγδης (Lindo, 21 luglio 1913 – Atene, 21 ottobre 1997), è stato un politico greco.

## Biografia
È stato inoltre un economista, di etnia ellenica, nato nel Dodecaneso italiano, quindi inizialmente di nazionalità italiana, ha giocato un ruolo importante nella politica greca durante la seconda metà del XX secolo.